# Vorlauf (Güterverkehr)

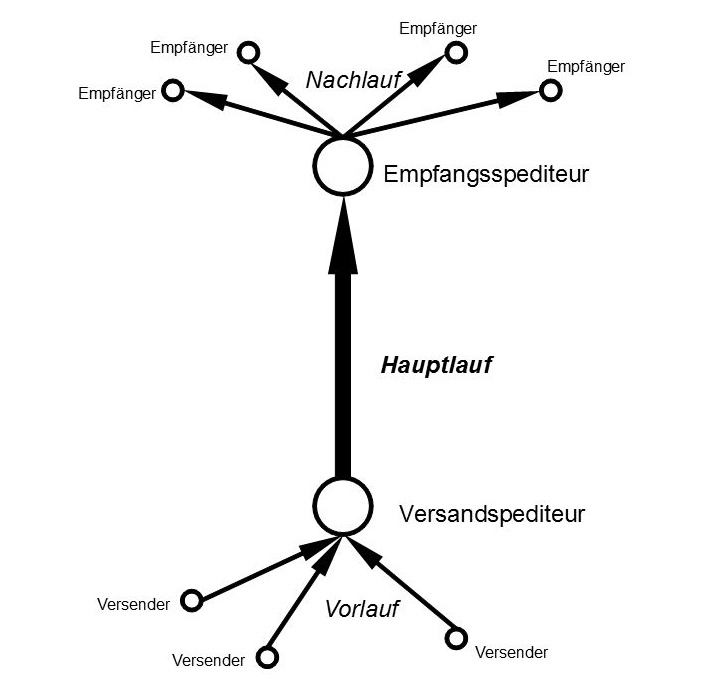
Vorlauf, Hauptlauf und Nachlauf

Der Vorlauf (englisch pre carriage) ist im Güterkraftverkehr ein Teil der Transport- und Lieferkette, der den Transport von Transportgütern durch Versandspediteure vom Absender (Verkäufer) zum Haupt-Transportmittel übernimmt.

## Allgemeines
Eine Lieferkette besteht aus mindestens zwei Transportmitteln, die einen kombinierten Verkehr bilden. Vor allem beim Versand von Sammelgut bzw. Stückgut transportiert der Versandspediteur das Frachtgut zum Bahnhof, Flughafen oder Hafen (Binnenhafen oder Seehafen), wo die Verladung auf das Haupt-Transportmittel erfolgt. Dieses führt den Hauptlauf durch. Beispielsweise werden Transporte des unbegleiteten kombinierten Verkehrs in einer Prozesskette bestehend aus Vorlauf auf der Straße, Hauptlauf auf der Schiene und Nachlauf auf der Straße erbracht.

## Organisation
Der Versandspediteur erstellt die Rollkarte, die als Warenbegleitpapier mit dem Frachtgut unterwegs ist. Er transportiert das Frachtgut im Vorlauf zum Umschlagplatz für das Haupt-Transportmittel (Güterzug, Frachtflugzeug oder Frachtschiff), das den Hauptlauf durchführt. Nach dem Hauptlauf schließt sich meist der Nachlauf an, der durch den Empfangsspediteur abgewickelt wird. Dieser ist für die Zustellung zuständig, wobei vor Ablieferung eine Avisierung, vor allem bei Großkunden, möglich ist. Die Transportkosten von Vor- und Nachlauf werden als Rollgeld bezeichnet. Im März 1932 erhielt die Schenker AG das exklusive Recht, den Straßen-Güterverkehr im Vor- und Nachlauf des Eisenbahntransportes zu organisieren.